# 法利斯 (亞伯達省)
法利斯（英文：Fallis）是一個位於加拿大亞伯達省帕克蘭縣的一個農莊。農莊坐落於耶洛黑德公路(亞伯達省16號公路/橫加公路)之上，約於斯布塞格羅夫西側49公里。此農莊亦是亞伯達省歷史建築聖埃登和聖希爾妲聖公會（St. Aidan and St. Hilda Anglican Church）的所在地。此農莊於1910年首度建置郵局，並以謝爾溫威廉姆斯公司（Sherwin Williams Company）的總監法利斯（W.S. Fallis）命名此地。

## 資料來源
1. ↑  Parkland County. . June 29, 2009  [January 6, 2010]. （原始内容存档于July 15, 2011）.
2. ↑  Harrison, Tracey. . Calgary, AB: University of Calgary Press. 1994: 89. ISBN 1-895176-44-1.